# Constitution du Soudan du Sud
Lire en ligne

Consulter

La Constitution provisoire de la république du Soudan du Sud de 2011 fut élaborée par le Comité de rédaction constitutionnel du Soudan du Sud. Elle fut publiée en avril 2011. Une version de celle-ci fut ratifiée le 7 juillet 2011 par l'Assemblée législative nationale et est entrée en vigueur le jour de l'indépendance du Soudan du Sud le 9 juillet 2011 après avoir été signé par le président de la République. La Constitution remplace la Constitution provisoire du Soudan du Sud de 2005. La Constitution établit un régime présidentiel avec un Président qui est à la fois chef d’État, chef de gouvernement et commandant en chef des forces armées.

## Compléments